# Shamil Kudiiamagomedov
Shamil Magomedovich Kudiyamagomedov (in russo Шамиль Магомедович Кудиямагомедов?; Kizljar, 9 maggio 1993) è un lottatore russo naturalizzato italiano, specializzato nella lotta libera.

## Biografia
Nato in Daghestan, ha rappresentato la Russia sino al 2017.
Ha vinto la medaglia d'argento negli 86 chilogrammi alla XXVII Universiade svoltasi a Kazan' nel 2013.
Ai campionati europei di Riga 2016 ha vinto la medaglia d'oro nella categoria 86 chilogrammi.
Ha rappresentato l'Italia ai campionati europei di Kaspijsk 2018 dove ha vinto la medaglia di bronzo nella categoria 86 chilogrammi.

## Palmarès

### Per la Russia
- Campionati europei

Riga 2016: oro negli 86 kg.
- Universiade

Kazan' 2013 argento negli 86 kg.

### Per l'Italia
- Campionati europei

Kaspijsk 2018: bronzo nei 86 kg.